# 10207 Comeniana
10207 Comeniana هو كويكب، يقع ضمن حزام الكويكبات. اكتشف في 16 أغسطس 1997.

## روابط خارجية
- 10207 Comeniana في قاعدة بيانات مختبر الدفع النفاث لأجرام النظام الشمسي الصغيرة

- الاكتشاف · مخطط المدار ·  العناصر المدارية · المعلمات المادية

- 10207 Comeniana على موقع ويكي سكاي: DSS2, SDSS, GALEX, IRAS, Hydrogen α, X-Ray, Astrophoto, Sky Map, Articles and images